# سفارة جورجيا في أوكرانيا
سفارة جورجيا في أوكرانيا هي أرفع تمثيل دبلوماسي لدولة جورجيا لدى أوكرانيا. تقع السفارة في كييف وهي تهدف لتعزيز المصالح الجورجية في أوكرانيا.

## وصلات خارجية
- الموقع الرسمي
- قائمة سفارات جورجيا
- قائمة السفارات في أوكرانيا